# Digitale filmtechniek
Digitale filmtechniek is de gehele digitale workflow bij de productie en distributie van films. Van digitale opname, non lineaire montage, beeldbewerking en digitale distributie tot de vertoning in de bioscoop.

## Technieken
- Digitale opnames
- Non lineaire montage
- Visual effects
- Digitale kleurcorrectie en grading
- Digitale cinema

## Geschiedenis
Voor de opkomst van digitale filmtechnieken werd er gefilmd op analoge filmrollen, negatieven. Die eerst fotochemisch ontwikkeld moesten worden, tijdens dit proces kon de belichting en de kleur nog wat worden beïnvloed. Vervolgens knipte een editor uit het ruwe materiaal de stukken film, die in de film moesten komen en plakte deze aan elkaar tijdens de montage. Daarna werd de film overgenomen op een nieuwe rol film die vervolgens gekopieerd werd. Voor elke bioscoop die de film in roulatie nam, werd een filmrol kopie gemaakt, die kopie werd met een filmprojector afgespeeld op het filmdoek.
De transformatie naar digitale filmtechniek is in aantal stappen verlopen, die gedeeltelijk overlappen.
In 1971 kwam de eerste non lineaire videomontage machine uit, de CMX 600. Alle opnames werden ingescand, de editor kon met dit digitle offline materiaal dan op een computer een montage maken. Die montage werd vervolgens weer overgenomen van de originele filmrollen in de volle kwaliteit en daarmee werd dan de online film gemaakt voor distributie naar bioscopen. Hierdoor werd de montage digitaal.
In 1999 werd de film Star_Wars:_Episode_I:_The_Phantom_Menace gedeeltelijk digitaal opgenomen met een Sony CineAlta camera wat voor die tijd uniek was. De kwaliteit was voor het eerste vergelijkbaar met die van analoge 35mm-film. Hierdoor werd de opname digitaal.
In 1992 werd de op 35mm film opgenomen film Super Mario Bros. geheel ingescand en digitaal kleur gecorrigeerd, ook werden er veel digitale visual effects toegevoegd. Vervolgens werd de film weer terug gezet op een 35mm film voor distributie. Dit proces van, in hoge kwaliteit inscannen en aanpassen van film, staat bekend als digital intermediate of DI. Hierdoor werd de hele postproductie digitaal.
Tegelijk met de komst van de digitale camera en het proces van digital intermediate, staptte de eerste bioscopen over op digitale projectors. Waardoor het niet meer nodig was een film terug te zetten op een filmrol omdat deze digitaal naar een bioscoop kon. Hierdoor werd de distributie en vertoning digitaal.
Uiteindelijk is de hele filmproductie pipeline digitaal.